# SXSW Gaming Awards
Wow Gaming Awards проводятся во время ежегодного фестиваля South by Southwest (SXSW), который проводится в Остине, штат Техас. Награды являются частью SXSW Gaming Expo, которая является частью интерактивного отделения SXSW фестиваля.

## История
Видеоигры были частью SXSW в Интерактивном филиале SXSW; в 2006 году фестиваль запустил «Screenburn» в качестве специальной части интерактивного отделения для видеоигр, а затем переименовал его в SXSW Gaming в 2013 году. Мэтью Крамп, ветеран игрового разрабатывания, присоединился к SXSW в 2012 году и возглавил усилия по созданию SXSW Gaming Awards на премьере во время фестиваля 2014 года. Новые награды в пятнадцати различных категориях были объявлены в сентябре 2013 года, чтобы быть присуждёнными в течение фестиваля 2014 года. Однако Крамп умер от сердечного приступа незадолго до праздника. Организаторы мероприятия решили переименовать «Культурную инновацию в игры» в «Премию культурной инновации Мэтью Крамп», чтобы почтить вклад Крампа в фестиваль. Будущие годы добавили дополнительные категории премий.

## Формат
Разработчики и издатели должны представить свои игры для рассмотрения организаторам фестиваля до крайнего срока; эти игры, как правило, должны были публично выпустить в предыдущем календарном году на фестиваль (например, для вручения премий в 2014 году, игры должны были быть выпущены в 2013 году). Организаторы фестиваля вместе с группой отраслевых экспертов просматривают все материалы и выбирают первую пятёрку для каждой категории игр. Затем они открываются для открытого голосования для окончательного победителя для каждой награды, которая будет выбрана.
Награды Gamer’s Voice являются исключительными для них: они ограничены только инди-играми, выпущенными в предыдущем календарном году или в текущем году и которые может выдвинуть любой член публики. Организаторы фестиваля выбирают несколько игр (как правило, более пяти), после того, как каждый из них будет номинирован на премию. Эти игры представлены в игровой форме на фестивале SXSW, чтобы позволить посетителям попробовать их, прежде чем они проголосуют за своих фаворитов.

## Награды

### Игра года
- 2014 — The Last of Us, Naughty Dog[1]
- 2015 — Dragon Age: Inquisition, BioWare[3]
- 2016 — The Witcher 3: Wild Hunt, CD Projekt RED[4]
- 2017 — Uncharted 4: A Thief's End, Naughty Dog[5]
- 2018 — The Legend of Zelda: Breath of the Wild, Nintendo[2]

### Мобильная игра года
- 2015 — Hearthstone: Heroes of Warcraft, Blizzard Entertainment[3]
- 2016 — Her Story, Sam Barlow[4]
- 2017 — Pokémon Go, Niantic[5]
- 2018 — Fire Emblem Heroes, Nintendo[2]

### Настольная игра — Игра года
- 2015 — Star Realms, White Wizard Games[3]
- 2016 — Pandemic Legacy, Z-Man Games[4]
- 2017 — Arkham Horror: The Card Game, Fantasy Flight Games[5]
- 2018 — Gloomhaven, Cephalofair Games[2]

### VR Игра года
- 2018 — Resident Evil 7: Biohazard, Capcom[2]
- 2019 — Beat Saber, Beat Games
- 2020 — No Man’s Sky VR, Hello Games

### Превосходство в игровом процессе
- 2014 — Brothers: A Tale of Two Sons, 505 Studios[1]
- 2015 — Middle-earth: Shadow of Mordor, Monolith Productions[3]
- 2016 — Metal Gear Solid V: The Phantom Pain, Kojima Productions[4]
- 2017 — Doom, id Software[5]
- 2018 — The Legend of Zelda: Breath of the Wild, Nintendo[2]

### Превосходство в искусстве
- 2014 — BioShock Infinite, Irrational Games[1]
- 2015 — Child of Light, Ubisoft[3]
- 2016 — Bloodborne, FromSoftware[4]
- 2017 — Firewatch, Campo Santo[5]
- 2018 — Cuphead, StudioMDHR[2]

### Превосходство в анимации
- 2014 — Ni No Kuni: Wrath of the White Witch, Namco Bandai[1]
- 2015 — Middle-earth: Shadow of Mordor, Monolith Productions[3]
- 2016 — Rise of the Tomb Raider, Crystal Dynamics[4]
- 2017 — Uncharted 4: A Thief's End, Naughty Dog[5]
- 2018 — Cuphead, StudioMDHR[2]

### Превосходство в визуальном достижении
- 2015 — Far Cry 4, Ubisoft[3]
- 2016 — The Order: 1886, Ready at Dawn[4]
- 2017 — Uncharted 4: A Thief's End, Naughty Dog[5]
- 2018 — Horizon Zero Dawn, Guerrilla Games[2]

### Превосходство в техническом достижении
- 2014 — Grand Theft Auto V, Rockstar Games[1]
- 2015 — Destiny, Bungie[3]
- 2016 — The Witcher 3: Wild Hunt, CD Projekt RED[4]
- 2017 — Battlefield 1, EA DICE[5]
- 2018 — Nier: Automata, Platinum Games[2]

### Превосходство в повествовании
- 2014 — The Last of Us, Naughty Dog[1]
- 2015 — The Wolf Among Us, Telltale Games[3]
- 2016 — The Witcher 3: Wild Hunt, CD Projekt RED[4]
- 2017 — Uncharted 4: A Thief's End, Naughty Dog[5]
- 2018 — What Remains of Edith Finch, Giant Sparrow[2]

### Превосходство в дизайне и в постановке
- 2014 — Tearaway, Media Molecule[1]
- 2015 — Middle-earth: Shadow of Mordor, Monolith Productions[3]
- 2016 — Bloodborne, FromSoftware[4]
- 2017 — Dishonored 2, Arkane Studios[5]
- 2018 — The Legend of Zelda: Breath of the Wild, Nintendo[2]

### Превосходство в игровом маркетинге
- 2014 — Assassin’s Creed IV: Black Flag, Ubisoft[1]

### Превосходство в спецэффектах
- 2014 — The Last of Us, Naughty Dog[1]
- 2015 — Alien: Isolation, Creative Assembly[3]
- 2016 — Star Wars Battlefront, EA DICE[4]
- 2017 — Battlefield 1, EA DICE[5]
- 2018 — Super Mario Odyssey, Nintendo[2]

### Превосходство в музыке
- 2014 — The Last of Us, Naughty Dog[1]
- 2015 — Transistor, Supergiant Games[3]
- 2016 — Ori and the Blind Forest, Moon Studios[4]
- 2017 — Doom, id Software[5]
- 2018 — Nier: Automata, Platinum Games[2]

### Превосходство в мультиплеере
Формально «Лучшая многопользовательская игра» до 2016 года
- 2014 — Super Mario 3D World, Nintendo[1]
- 2015 — Super Smash Bros. for Wii U, Nintendo[3]
- 2016 — Rocket League, Psyonix[4]
- 2017 — Overwatch, Blizzard Entertainment[5]
- 2018 — PlayerUnknown's Battlegrounds, PUBG Corp.[2]

### Превосходство в конвергенции
Присуждается игре, которая иллюстрирует призыв к кроссоверу. Формально «Премия Конвергенция» до 2016 года
- 2014 — Injustice: Gods Among Us, Warner Bros. Interactive[1]
- 2015 — South Park: The Stick of Truth, Obsidian Entertainment[3]
- 2016 — Batman: Arkham Knight, Rocksteady Studios[4]
- 2017 — Batman: The Telltale Series, Telltale Games[5]
- 2018 — Star Wars Battlefront II, EA DICE[2]

### Достижения Техасского искусства
Вручается студии или игре в Техасе
- 2014 — Galactic Cafe[1]

### Премия культурной инновации Мэтью Крампа
Присуждается игре, которая бросает вызов нормальной идее видеоигр, предлагая культурно инновационный взгляд на мир.
- 2014 — Papers, Please, 3909 LLC[1]
- 2015 — This War of Mine, 11 bit studios[3]
- 2016 — Undertale, tobyfox[4]
- 2017 — That Dragon, Cancer, Numinious Games[5]
- 2018 — Doki Doki Literature Club!, Team Salvato[2]

### Самый ценный персонаж
- 2015 — Элли, The Last of Us: Left Behind[3]
- 2016 — Лара Крофт, Rise of the Tomb Raider[4]
- 2017 — Нейтан Дрейк, Uncharted 4: A Thief's End, Naughty Dog[5]

### Esports Игра года
- 2017 — Overwatch, Blizzard Entertainment[5]
- 2018 — PlayerUnknown's Battlegrounds, PUBG Corp.[2]

### Самая ценная команда eSports
- 2015 — Cloud9[3]
- 2016 — Evil Geniuses[4]

### Самый ценный онлайн-канал
- 2015 — Rooster Teeth[3]

### Наиболее занимательная интернет личность
- 2016 — Грег Миллер, Kinda Funny[4]

### Самый ценный дополненительний контент
- 2015 — Left Behind, The Last of Us[3]

### Самая ожидаемая финансируемая игра
- 2015 — Star Citizen[3]

### Самая успешно финансируемая игра
- 2016 — Undertale, tobyfox[4]
- 2017 — Starbound, Chucklefish[5]
- 2018 — Night in the Woods, Infinite Fall[2]
- 2019 — CrossCode, Radical Fish Games[6]

### Самая перспективная новая интеллектуальная собственность
- 2016 — Splatoon, Nintendo[4]
- 2017 — Overwatch, Blizzard Entertainment[5]
- 2018 — Horizon Zero Dawn, Guerrilla Games[2]

### Тенденционная игра года
- 2017 — Overwatch, Blizzard Entertainment[5]
- 2018 — PlayerUnknown's Battlegrounds, PUBG Corp.[2]

### Фан-создание года
- 2017 — Brutal Doom 64, Sergeant_Mark_IV[5]

### Награда Голос геймера
Приз за инди-игру, проголосовавшой игроками; в 2016 году разделились на категории Single и Multi-player.
- 2014 — Nidhogg, Messhof[1]
- 2015 — SpeedRunners, DoubleDutch Games[3]

#### Один игрок
- 2016 — Superhot, Superhot Team[4]
- 2017 — Owlboy, D-Pad Studio[5]

#### Мультиплеер
- 2016 — Gang Beasts, Boneloaf[4]
- 2017 — Arena Gods, Supertype Games[5]